# Bålforsberget
Bålforsberget är ett naturreservat i Lycksele kommun i Västerbottens län.
Området är naturskyddat sedan 2009 och är 196 hektar stort. Reservatet omfattar den östra sluttningen till berget och avslutas med våtmark och två tjärnar. Reservatet består av gammal tallklskog.